# 1001 Woodward
El 1001 Woodward es un edificio de oficinas en el Downtown de Detroit, Michigan. Reemplazó el Majestic Building, un edificio de 14 pisos en el mismo sitio. El edificio está ubicado justo al sur del vecino David Stott Building, en la esquina de Woodward Avenue y Michigan Avenue con vista al Campus Martius Park. Construido entre 1963 y 1965, el edificio de 25 pisos está diseñado en el estilo internacional. Fue incluido en el Registro Nacional de Lugares Históricos en 2013.

## Historia
El edificio ocupa el sitio del Majestic Building, que fue demolido en 1962 para dar paso a 1001 Woodward. Fue construido entre 1963 y 1965 para albergar la sede de First Federal Savings and Loan of Detroit, y era conocido como el First Federal Building. En enero de 1998, los ahorros y préstamos formaban parte de Charter One Financial y la empresa matriz intentó vender la estructura y arrendar una parte. En diciembre de ese año, fue adquirido por una asociación de The Carpenters Pension Trust Fund-Detroit & Vicinity y el Fondo de Pensiones Local 324 de Ingenieros Operadores por 6,5 millones de dólares. Como parte de la venta, Charter One arrendó la planta baja, dos pisos de oficinas y el sótano. El Tribunal de Apelaciones de Michigan ocupó dos pisos bajo un contrato de arrendamiento que finalizó en 2001. El tribunal se mudó a Cadillac Place con otras oficinas del Estado de Míchigan.
En marzo de 1999, la asociación de fondos de pensiones anunció una renovación de 15 millones de dólares del edificio y un nuevo nombre, Woodward Plaza. También planearon convertir los pisos superiores en condominios de lujo.
La asociación de fondos de pensiones vendió el edificio a Sky Development en abril de 1994 después de gastar 20 millones de dólares en renovaciones. Sky Development también compró una parcela adyacente detrás del edificio para construir un garaje de estacionamiento.
Sky Development continuó con el plan de los fondos de pensiones para convertir parte del edificio en 144 unidades residenciales, sin embargo, este plan colapsó a fines de 2007 y la propiedad volvió a los fondos de pensiones. El edificio y el garaje de estacionamiento adyacente fueron adquiridos posteriormente por el propietario del negocio de Greektown, Dimitrios Papas, en enero de 2008 y se completaron las renovaciones. En mayo de 2010, los sistemas GalaxE Solutions firmaron un contrato de arrendamiento de 2,600 m² elevando la ocupación al 25 por ciento. En septiembre de 2010, GalaxE arrendó 1.100 m² adicionales.
En marzo de 2013, Rock Ventures, la compañía paraguas del negocio de Dan Gilbert, incluidos Quicken Loans, anunció la compra del edificio. Posteriormente, Quicken Loans trasladó su grupo de servicios hipotecarios a los cuatro pisos superiores.
El edificio fue incluido en el Registro Nacional de Lugares Históricos el 11 de diciembre de 2013. Fue nominado bajo el Criterio A por su papel en un auge de la construcción de 1950-1960 y el Criterio C por su importancia arquitectónica.

## Arquitectura
El edificio fue diseñado por Smith, Hinchman & Grylls en el estilo internacional. La fachada exterior se compone de ventanas tintadas con marcos prefabricados cubiertos con granito gris carbón. Los marcos se proyectan desde la fachada creando un diseño de cuadrícula similar al cercano 211 West Fort Street. La estructura está compuesta por dos torres rectangulares en ángulo recto y unidas por un núcleo de elevador cubierto de vidrio y granito gris a juego. Esta disposición de las torres lo ayuda a aprovechar al máximo su lote de forma irregular. Los pisos 24 y 25 albergan equipos mecánicos y la planta baja de dos pisos originalmente albergaba una sala bancaria y una tienda de conveniencia. Los pisos y las paredes interiores del vestíbulo estaban originalmente revestidos con mármol blanco.
En 1967, el estudio de arquitectura del edificio recibió un Premio de Honor del American Institute of Architects por el diseño.